# Катар на літніх Олімпійських іграх 1984
Катар брав участь у Літніх Олімпійських іграх 1984 року у Лос-Анджелесі (США) уперше за свою історію, але не завоював жодної медалі.